# Cheumatopsyche rossi
Cheumatopsyche rossi là một loài Trichoptera trong họ Hydropsychidae. Chúng phân bố ở miền Tân bắc.